# Bodam
Bodam  est un village du Cameroun situé dans le département du Manyu et la Région du Sud-Ouest, à proximité de la frontière avec le Nigeria. Il fait partie de la commune d'Akwaya.

## Localisation
Bodam est localisé à 6° 01' 13 N et 9° 05' 07 E, à environ 252 km de distance de Buéa, le chef-lieu de la Région du Sud-Ouest, et à 360 km de Yaoundé, la capitale du Cameroun.

## Population
Lors du recensement de 2005, Bodam comptait 1 855 habitants dont 901 hommes et 954 femmes.

## Histoire
Au cours de la crise anglophone au Cameroun, Bodam est le théâtre de violents combats entre l'armée et les séparatistes,.
Ces affrontements ont entraîné le déplacement d'une partie de la population du village vers le Nigeria.
En juin 2018, Amnesty international a rendu un rapport faisant état des violences dans la région.